# 덴노지역
덴노지역(일본어: 天王寺駅, てんのうじえき, Tennouji-eki)는 일본 오사카시 덴노지구와 아베노구에 걸쳐있는 서일본 여객철도와 오사카시 교통국의 역이다.
본 문서에서는 한카이 전기 궤도의 역인 덴노지에키마에역(일본어: 天王寺駅前駅, てんのうじえきまええき 덴노지에키마에에키[*])와 폐역된 난카이 전기 철도의 역에 대해서도 기술한다.

## 개요 및 역 구조

### 서일본 여객철도
역사는 우에마치 고원상에 위치한 지상부와, 동서방향으로 지상부를 관통한 개착부의 2층 구조로 되어있다. 지상부에는 한와 선 승강장과 중앙 콩코스가, 개착부에는 오사카 순환선과 야마토지 선의 승강장이 있다.

#### 승강장
1번부터 9번까지의 승강장은 한와 선의 승강장으로, 5면 5선의 두단식 승강장 구조로 되어있다. 3, 4, 7, 8번 승강장은 승차 전용 승강장이고, 2, 5, 6, 9번 승강장은 하차 전용 승강장이다. 11번부터 14번까지의 승강장은 오사카 순환선의 승강장으로, 2면 3선식 구조이다. 한와 선이나 야마토지 선에서의 오사카 순환선 직결 열차의 경우 11번부터 14번 승강장이 아니라 15번부터 18번 승강장으로 진입하게 되어있다. 15번부터 18번 승강장까지는 야마토지 선 열차, 또는 한와 선이나 야마토지 선과 오사카 순환선을 직결 운행하는 열차가 사용하고 있다.
| 1       | ■ 한와 선                              | 예비                                   | 오토리 · 와카야마 방면                 |
| 1       | ■ 기노쿠니 선                          | 특급                                   | 시라하마 · 신구 방면                   |
| 2       | 3번 승강장 열차의 하차 전용 승강장     | 3번 승강장 열차의 하차 전용 승강장     | 3번 승강장 열차의 하차 전용 승강장     |
| 3 · 4   | ■ 한와 선 · ■ 기노쿠니 선              | 쾌속 · 구간쾌속                        | 오토리 · 와카야마 · 기이타나베 방면    |
| 3 · 4   | ■ 간사이 공항선                        | 간사이 공항 쾌속                       | 간사이 공항 방면                       |
| 5 · 6   | 4 · 7번 승강장 열차의 하차 전용 승강장 | 4 · 7번 승강장 열차의 하차 전용 승강장 | 4 · 7번 승강장 열차의 하차 전용 승강장 |
| 7 · 8   | ■ 한와 선                              | 보통                                   | 오토리 · 와카야마 방면                 |
| 9       | 8번 승강장 열차의 하차 전용 승강장     | 8번 승강장 열차의 하차 전용 승강장     | 8번 승강장 열차의 하차 전용 승강장     |
| 11 · 12 | ■ 오사카 순환선                        | 내선 순환                              | 쓰루하시 · 교바시 · 오사카 방면        |
| 13      | 12번 승강장 열차의 하차 전용 승강장    | 12번 승강장 열차의 하차 전용 승강장    | 12번 승강장 열차의 하차 전용 승강장    |
| 14      | ■ 오사카 순환선                        | 외선 순환                              | 벤텐초 · 니시쿠조 · 오사카 방면        |
| 15      | ■ 한와 선                              | 오사카 순환선 직결                     | 오토리 · 와카야마 방면                 |
| 15      | ■ 간사이 공항선                        | 하루카 호 · 간사이 공항 쾌속           | 간사이 공항 방면                       |
| 15      | ■ 기노쿠니 선                          | 특급                                   | 시라하마 · 신구 방면                   |
| 15      | ■ 야마토지 선                          | 상행                                   | 오지 · 나라 · 가모 · 다카다 방면       |
| 16      | ■ 야마토지 선                          | 상행                                   | 오지 · 나라 · 가모 · 다카다 방면       |
| 17      | ■ 야마토지 선                          | 하행                                   | JR 난바 방면                           |
| 17      | ■ 오사카 순환선                        | 야마토지 선 직결 외선 순환             | 벤텐초 · 니시쿠조 · 오사카 방면        |
| 18      | ■ 야마토지 선                          | 하행                                   | JR 난바 방면                           |
| 18      | ■ 오사카 순환선                        | 야마토지 선 직결 외선 순환             | 벤텐초 · 니시쿠조 · 오사카 방면        |
| 18      | ■ JR 교토 선 직결                      | B쾌속 · 특급                           | 신오사카 · 교토 방면                   |

#### 배선도
- 그림을 클릭하면 확대해서 볼 수 있다.
- 적색 선이 오사카 순환선, 녹색 선이 야마토지 선, 황색 선이 한와 선이다.
- 그림의 위쪽은 쓰루하시 ·  교바시 방면이고, 밑쪽은 오토리 ·  와카야마 방면, 오른쪽은 오지 ·  나라 방면이다.
- N은 JR 난바 방면을, B는 벤텐초 방면을 의미한다.
- 회색으로 써져있는 H1 ~ H5, 1 ~ 6은 운전 선로 번호를 나타내는 것이다.
- 승강장에 써져있는 까만색 글씨는 승강장 번호를 나타내는 것이며, 하얀색으로 빗금이 쳐져있는 경우는 하차 전용 승강장임을 나타내는 것이다.
- C1과 C2는 한와 단락선이며, C1은 1989년부터, C2는 2008년부터 사용을 개시한 것이다.
- 주변의 타사선은 전부 생략했다.
- 출처
  - 일본 전기차 연구회의 〈특집 - 오사카 순환선〉 《철도 픽토리얼》 통권 제819호 2009년 6월판
  - 〈특집 JR 단락선 미스테리〉 《철도팬》 제37권 11호 (통권 제439호) 1997년 11월호, 교우사 1997년판.
  - 가와시마 료조의 〈JR 한와 선〉 《일본 전국철도사정대연구 - 오사카 남부 ·  와카야마 편》 ISBN 978-4-7942-0516-2, 소시샤 1993년판.
  - (일본어) JR 서일본 공식 홈페이지 오데카케 넷 - 덴노지 역 (오사카 부) - 구내도

### 오사카 시영 지하철
오사카 시영 지하철의 역은 미도스지 선 승강장이 JR 역사 남측의 아비코스지의 지하에, 다니마치 선 승강장이 JR 역사 서측의 다니마치스지의 지하에 위치하고 있으며, 두 승강장 사이는 지하 통로로 연결되어 있다. 미도스지 선의 승강장은 2면 3선의 복합식 승강장으로 되어있고, 다니마치 선의 승강장은 2면 2선의 상대식 승강장으로 되어있다.
| 1 | ■ 미도스지 선 | 아비코 · 나카모즈 방면                            |
| 2 | ■ 미도스지 선 | 난바 · 우메다 · 나카쓰 · 신오사카 방면(당역 발차) |
| 3 | ■ 미도스지 선 | 난바 · 우메다 · 신오사카・미노오카야노 방면       |
| 1 | ■ 다니마치 선 | 히라노 · 야오미나미 방면                          |
| 2 | ■ 다니마치 선 | 덴마바시 · 히가시우메다 · 다이니치 방면           |

### 한카이 전기 궤도
2면 1선의 승강장이 있는 역으로, 동쪽의 승강장은 승차용, 서쪽의 승강장은 하차용으로 사용하고 있다. 이 역에서 다니마치 선을 이용하려는 경우에는 아베노 역을 이용하는 것이 더 편리하다.
| 승차 | ■ 우에마치 선 · 한카이 선 직결 | 스미요시 공원 · 스미요시 · 아비코미치 방면 |

### 난카이 전기 철도
난카이 전기 철도의 덴노지 지선의 역이 있었으며, 덴노지MiO 건물이 있는 위치가 섬식 승강장인 19, 20번선 부분이었다. 이후 덴가차야 역 - 이마이케초 역 부분이 폐지되면서 아베노바시 밑으로 단선 가설 승강장을 만들어 그곳에서 열차가 시종착하였다가, 오사카 지하철 사카이스지 선의 덴가차야 연장으로 1993년에 폐지되었다.

## 역 주변

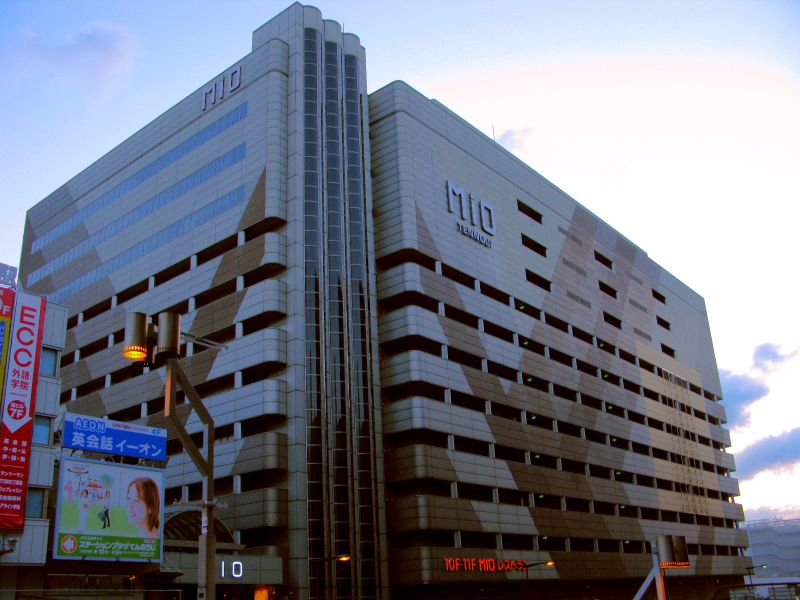
JR 덴노지 역 빌딩과 덴노지MiO

대형 상업 시설, 환락가, 쇼핑가, 교육 시설이 밀집해있으며, 우메다, 난바, 교바시와 같이 오사카 시의 도심/부도심 중의 하나이다.
- 스테이션 플라자 덴노지
- 아베치카
- 덴노지MiO
- 긴테쓰 백화점 아베노 본점
- 긴키 닛폰 철도 오사카아베노바시 역
- 마시모토키요쓰 아베노바시 역 히가시구치 점
- 덴노지 공원
- 덴노지 동물원
- 오사카 시립 미술관
- 덴노지 미야코 호텔
- 덴노지 도에이 호텔
- 오사카 시립 대학 의학부, 간호단기대학부
- 오사카 교육 대학 덴노지 캠퍼스
- LEC 대학
- 시텐노지

## 역사
- 1889년 5월 14일 - 오사카 철도 미나토마치 ~ 가시와라 간의 신설 철도 노선 개통과 동시에 역 개업.
- 1895년 5월 28일 - 오사카 철도 덴노지 ~ 다마쓰쿠리 구간 연장.
- 1900년 6월 6일 - 오사카 철도의 노선이 간사이 철도에 양도됨.
- 1900년 9월 20일 - 오사카 마차 철도 덴노지 - 히가시덴가차야 구간 개통과 함께 고엔히가시몬 역으로 개업.
- 1900년 10월 26일 - 덴노지 지선의 역이 개업.
- 1907년 3월 29일 - 오사카 마차 철도가 오사카 전차 철도로 개칭됨.
- 1907년 10월 1일 - 철도 국유화에 따라 오사카 철도의 역을 일본국유철도가 관할하게 됨.
- 1907년 10월 29일 - 오사카 전차 철도가 나니와 전기 궤도로 개칭됨.
- 1908년 2월 1일 - 나니와 전기 궤도의 역이 전철화 공사로 일단 폐지됨.
- 1909년 10월 12일 - 일본국유철도의 역이 선로 명칭 제정에 따라 간사이 본선에 소속하게 됨.
- 1909년 12월 24일 - 나니와 전기 궤도가 난카이 철도에 병합되면서 난카이 철도 우에마치 선의 역이 됨.
- 1910년 10월 1일 - 우에마치 선의 역이 영업을 재개함. 덴노지 - 스미요시신샤마에 간 영업운전 개시.
- 1921년 12월 24일 - 오사카시 시책이었던 시영 먼로 주의에 의해서 난카이 철도 우에마치 선의 덴노지 - 고엔히가시몬 부분이 오사카 시 전기 철도부에 매수되며, 종착역이 됨.
- 1929년 7월 17일 - 한와 전기 철도의 한와 텐노지 역 개업.
- 1938년 4월 21일 - 고속 전기 궤도 1호선(미도스지 선)의 난바 ~ 덴노지 연장으로 지하철 역 개업.
- 1940년 12월 1일 - 난카이 철도의 한와 전기 철도 합병으로 노선을 난카이 야마테 선으로 정하고 동시에 한와 덴노지 역을 난카이 덴노지 역으로 개칭.
- 1944년 5월 1일 - 난카이 야마테 선 국유화로 일본국유철도 한와 선이 됨.
- 1944년 6월 1일 - 간사이 급행 철도와 난카이 철도가 병합되면서 우에마치 선 역이 긴키 닛폰 철도의 역이 되었다.
- 1947년 6월 1일 - 노선 양도로 우에마치 선 역이 난카이 전기 궤도에 이관됨.
- 1951년 12월 20일 - 1호선이 쇼와초까지 연장됨으로 중간종착역이 됨.
- 1962년 9월 21일 - 덴노지 역 민자 역사 완공.
- 1968년 12월 17일 - 고속 전기 궤도 2호선(다니마치 선)의 다니마치 4초메 역 ~ 덴노지 연장.
- 1980년 11월 27일 - 다니마치 선이 야오미나미까지 연장됨으로 2호선 덴노지행 폐지.
- 1980년 12월 1일 - 노선 양도로 우에마치 선 역이 난카이 전기 궤도에 이관됨.
- 1982년 1월 29일 - 한와 선 승강장에서 덴노지 종착 구간쾌속 열차가 승강장 끝에 충돌하는 사고 발생.
- 1987년 4월 1일 - 일본국유철도 분할 민영화에 따라서 서일본 여객철도로 이관됨.
- 1989년 7월 20일 - 역 구내 동쪽에 한와 선과 야마토지 선 간의 단락선 완공. 사용 개시.
- 1993년 3월 31일 - 난카이 덴노지 지선 폐지.
- 1995년 9월 14일 - 역 빌딩의 개수 공사가 완료됨.
- 2003년 11월 1일 - 이코카의 사용 개시.
- 2008년 3월 15일 - 한와 선 - 야마토지 선 단락선의 복선화 완료.
- 2009년 10월 4일 - 오사카 환상선, 야마토지 선 운행 관리 시스템 도입.
- 2010년 2월 1일 - 다니마치 선 승강장에서 에스컬레이터가 갑자기 멈추는 사고가 발생.
- 2013년 4월 18일 - 미도스지 선 개찰 내외에 역 구내 시설 "ekimo덴노지"가 개업.
- 2013년 9월 28일 - 한와 선 운행 관리 시스템을 갱신함.

다음 사건이 일어난 날짜는 정확한 시기가 알려져 있지 않으며, 1921년과 1952년 사이에 있었던 일이라고 알려져 있다.
- 우에마치 선 역명을 덴노지 역으로 개칭.
- 우에마치 선 역을 현재 위치로 이설.

## 사진

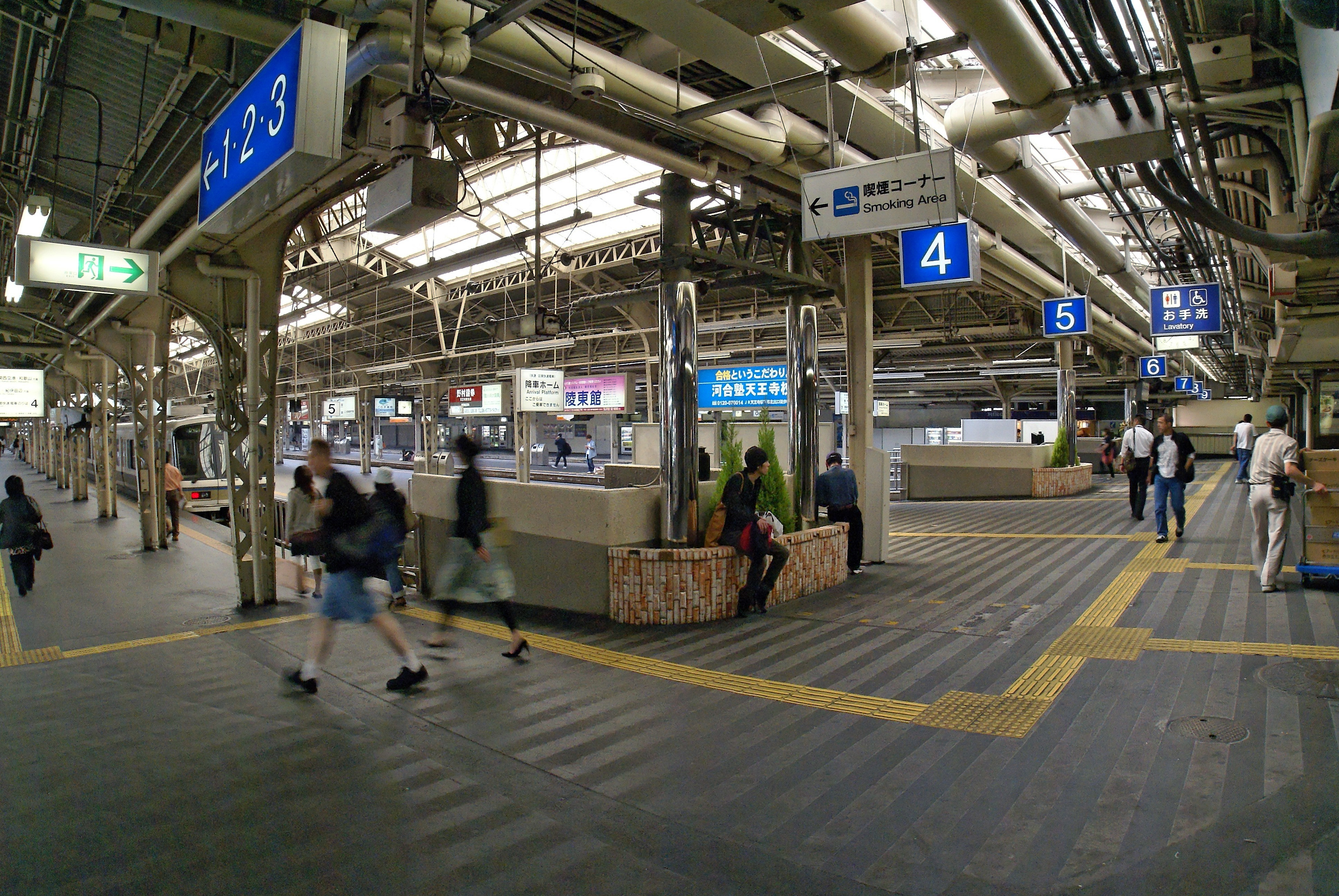
한와 선 승강장
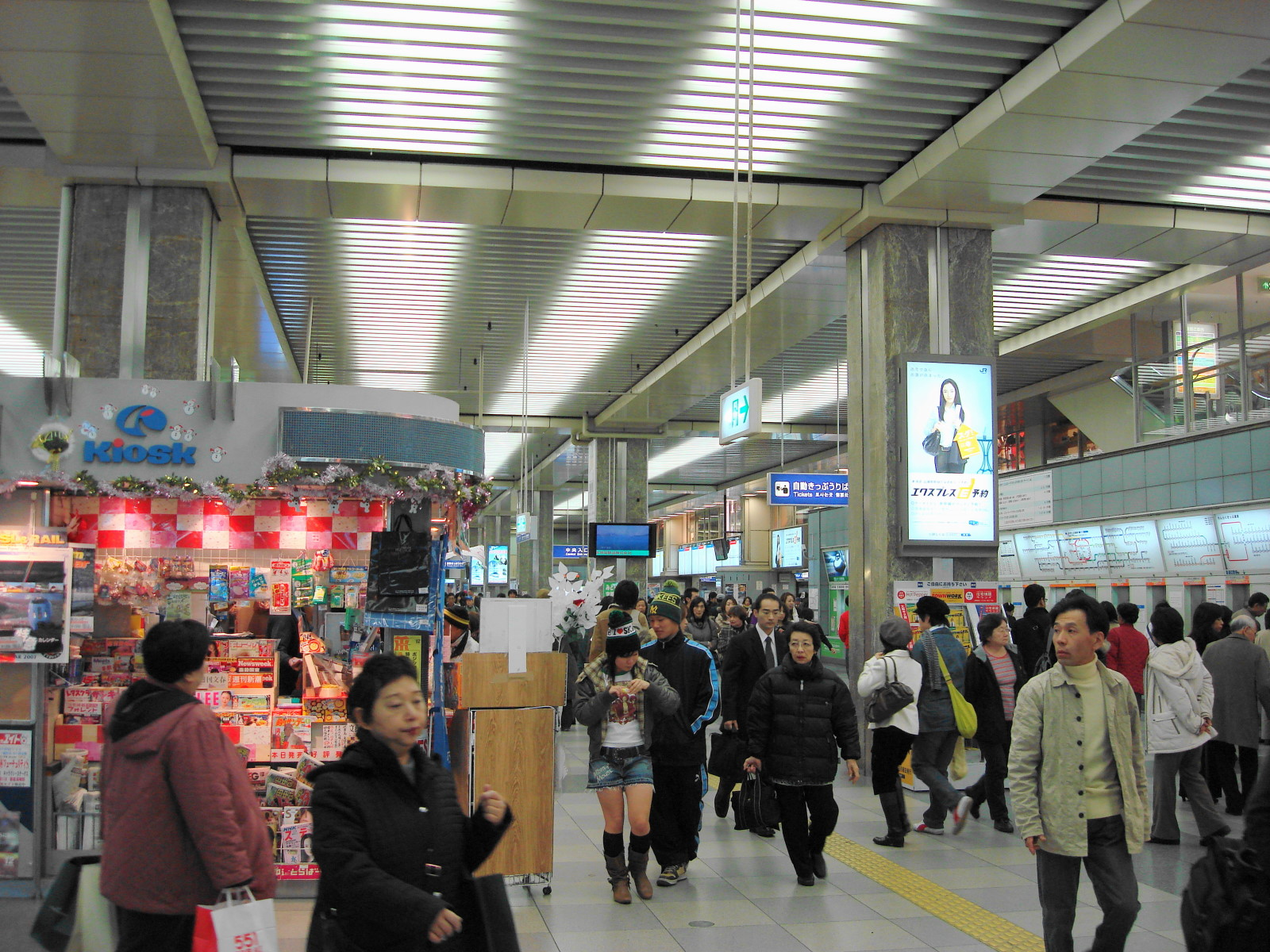
JR 중앙 개찰구 부근
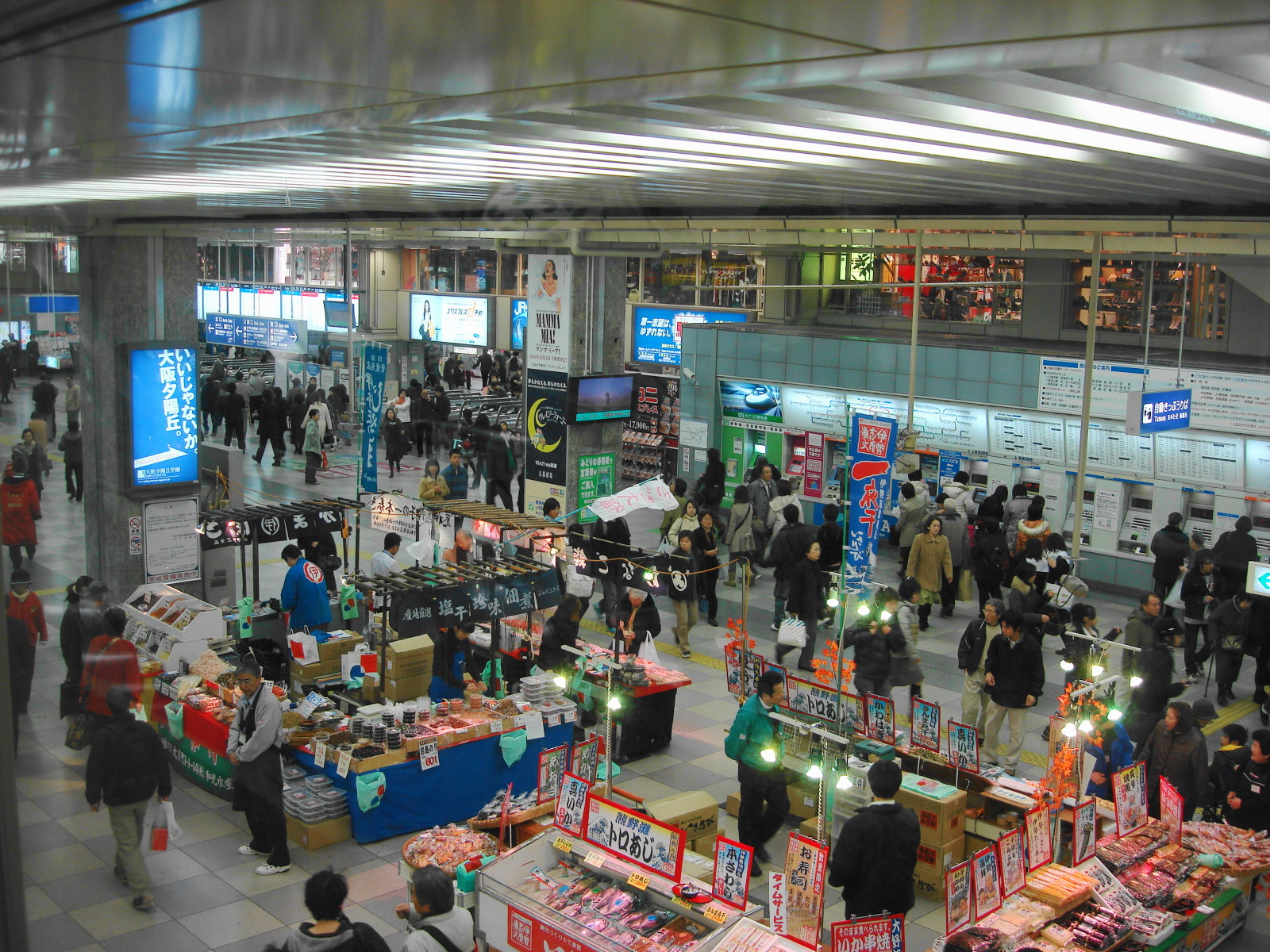
JR 중앙 개찰구 부근
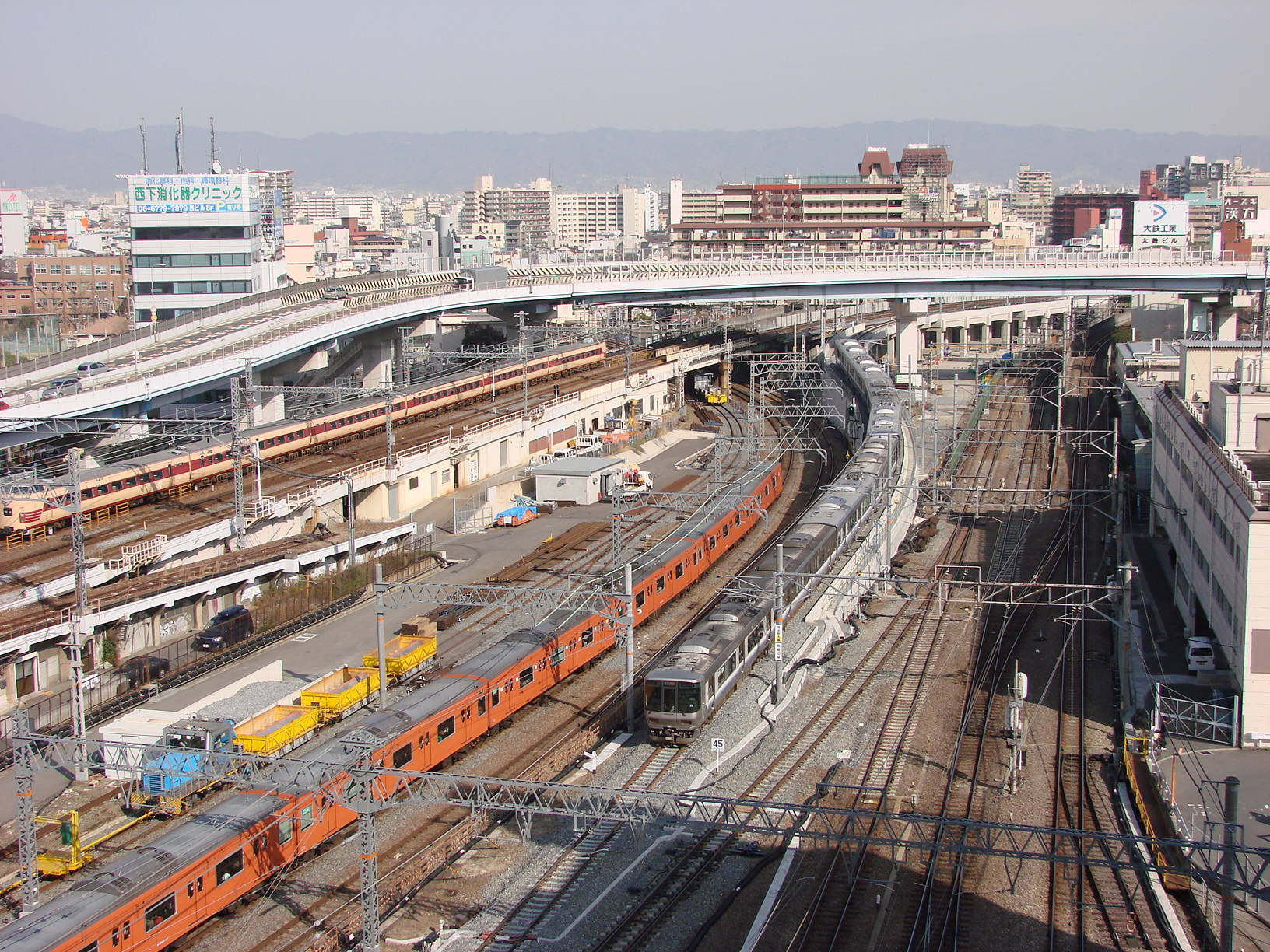
2008년 3월 15일 시각표 개정부터 사용되기 시작된 한와 단락선

## 인접정차역
| 서일본 여객철도 ■ 오사카 순환선                                           | 서일본 여객철도 ■ 오사카 순환선               | 서일본 여객철도 ■ 오사카 순환선      |
| ------------------------------------------------------------------------- | --------------------------------------------- | ------------------------------------ |
| 신이마미야 외선 순환                                                      |                                               | 데라다초 내선 순환                   |
| 서일본 여객철도 간사이 본선                                               |                                               |                                      |
| 오지 가모 방면                                                            | ■ 야마토지 선 야마토지 라이너                 | 신이마미야 오사카 방면               |
| 규호지 가모 방면                                                          | ■ 야마토지 선 야마토지 쾌속 · 쾌속 · 구간쾌속 | 신이마미야 오사카 방면               |
| 도부시조마에 가모 방면                                                    | ■ 야마토지 선 보통                            | 신이마미야 JR 난바 방면              |
| 서일본 여객철도 간사이 본선 · 한와 선                                     |                                               |                                      |
| 신이마미야 오사카 방면                                                    | ■ 한와 선 B쾌속 이상 열차                     | 사카이시 와카야마 · 간사이 공항 방면 |
| 서일본 여객철도 한와 선                                                   |                                               |                                      |
| 시·종착역                                                                 | ■ 한와 선 구간쾌속                            | 사카이시 와카야마 방면               |
| 시·종착역                                                                 | ■ 한와 선 보통                                | 비쇼엔 와카야마 방면                 |
| ■ 오사카 메트로 미도스지선                                                |                                               |                                      |
| M22 도부쓰엔마에 센리추오 방면                                            |                                               | M24 쇼와초 나카모즈 방면             |
| ■ 오사카 메트로 다니마치선                                                |                                               |                                      |
| T26 시텐노지마에유히가오카 다이니치 방면                                  |                                               | T28 아베노 야오미나미 방면           |
| 한카이 전기 궤도 ■ 우에마치 선                                            |                                               |                                      |
| 시·종착역                                                                 |                                               | 아베노 스미요시코엔 방면             |
| 1. 하행 열차 기준. 상행 열차는 이즈미후추역에서 오토리역을 통과하여 온다. |                                               |                                      |

## 같이 보기
- 덴노지
- 아베노바시